# لیسی ایوانز
مکی استرلا کادلس متولد ۲۴ مارس ۱۹۹۰ یک کشتی‌گیر حرفه ای است. وی در حال حاضر در WWE در برند راو با نام لیسی ایوانز فعالیت می‌کند.
او ابتدا در حالی که به عنوان افسر پلیس نظامی در تفنگداران دریایی ایالات متحده مشغول خدمت به کشتی بود، معرفی شد. او در آنجا آموزش دید و فعالیت خود را در مدار مستقل در جورجیا آغاز کرد.
او در سال ۲۰۱۶ در WWE در NXT شروع به کار کرد. او همچنین در مراسم تحلیف Mae Young Classic شرکت کرد. بعد از درگیری با Kairi Sane در NXT، ایوانز در دسامبر سال ۲۰۱۸ در راو شروع به کار کرد، جایی که بعداً با بکی لینچ درگیر شد.

## حرفه نظامی
مکی جانباز تفنگداران دریایی ایالات متحده است. او به عنوان پلیس ویژه با تیم واکنش ویژه (یگان ویژه شبیه SWAT) خدمت می‌کرد. او در سن ۱۹ سالگی ثبت نام کرد و به مدت پنج سال مشغول به کار شد و لیسانس خود را بدست آورد.
مکی در حالی که در تفنگداران دریایی بود از طریق یک گروهبان کارمندی که نمایش‌های مستقلی را در کنار هم انجام می‌داد به کشتی حرفه ای معرفی شد.

## حرفه کشتی حرفه‌ای

### مدار مستقل (۲۰۱۴–۲۰۱۵)
استرلا تحت آموزش تام کیائزو در مرکز آموزش کشتی برتر آمریکا در ایالت ایسبورو، جورجیا تمرین کرد. او در سال ۲۰۱۴ اولین تبلیغ خود را برای این ارتقاء بدست آورد و بعداً قهرمان جهانی کمربند سنگین‌وزن این شرکت شد.

### WWE

#### (NXT (2016–2019
در ۱۲ آوریل ۲۰۱۶، مکی با WWE قرارداد امضا کرد. او در ۲۰ اکتبر در یک بتل رویال، که در نهایت امبر مون برنده شد، اولین کشتی خود را در یک نمایش خانگی انجام داد. سه ماه بعد، در اولین حضورش در NXT، ایوانز با سارا بریجز در یک بازی تگ تیمی قرار گرفت که آنها به تیم بیلی کی و پیتون رویس باختند. در سال ۲۰۱۷، به مکی اسم حلقه ای به نام لیسی ایوانز داده شد.
در ماه ژوئیه، ایوانز در مراسم تحلیف مائه یانگ کلاسیک شرکت کرد، در دور اول تینارا کونتیرا شکست داد، اما در دور دوم در مقابل تونی طوفان باخت.

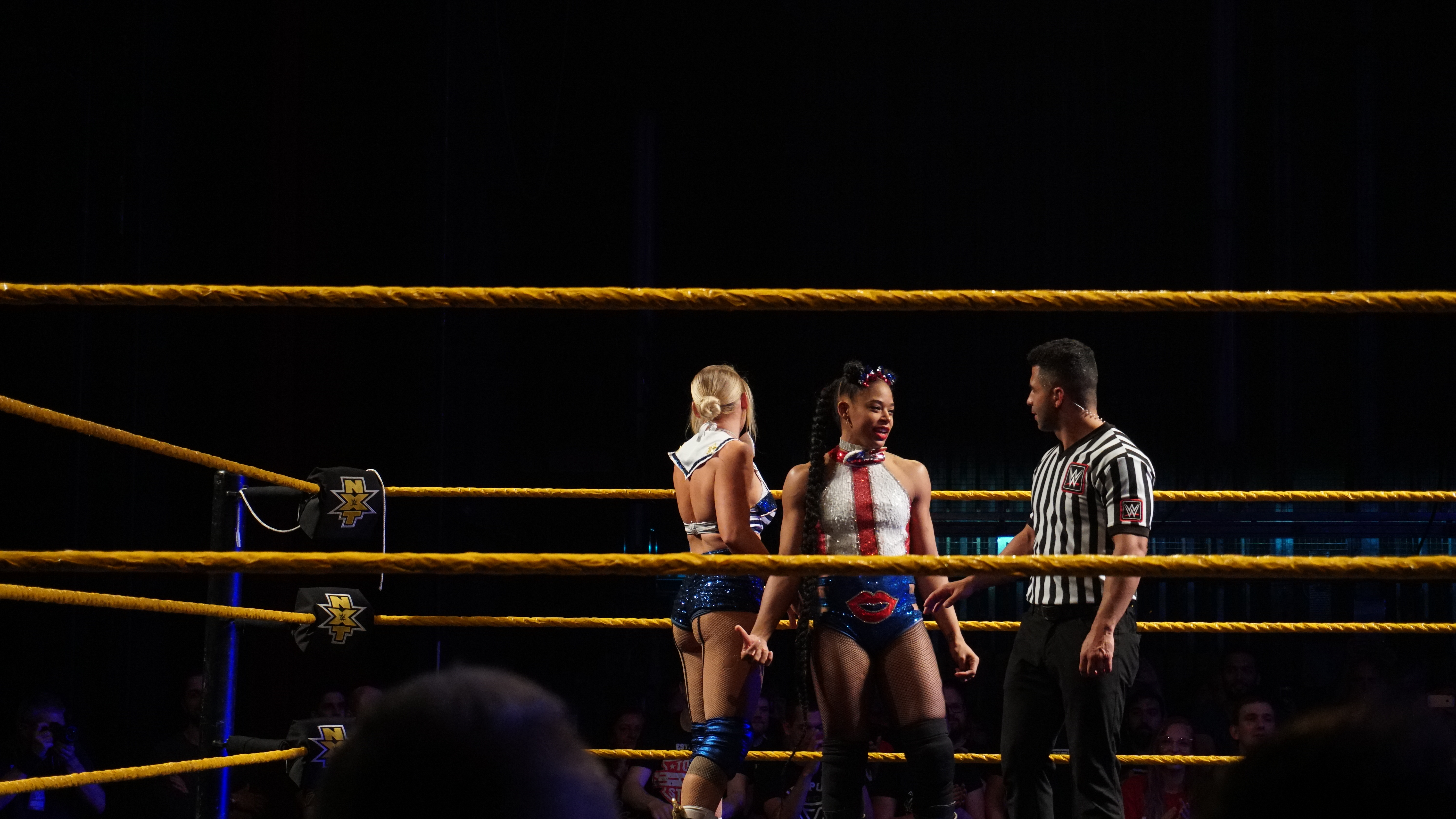
لیسی ایوانز (سمت چپ) و بیانکا بلیر قبل از بازی تیمی در یک نمایش خانگی در ژوئن سال ۲۰۱۸ حضور داشتند

K

#### ارتقاء به لیست اصلی و دشمنی با Becky Lynch
در قسمت ۱۷ دسامبر ۲۰۱۸ از Raw، ایوانز به عنوان یکی از شش کشتی‌گیر NXT در مورد انتقال به فهرست اصلی تبلیغ شد. او در مسابقه تاریکی در تاریخ ۷ ژانویه ۲۰۱۹ در به ناتالیا باخت و اولین بازی رسمی خود را در تاریخ ۲۷ ژانویه در رویال رامبل انجام داد. او در مسابقه رویال رامبل زنان اولین نفر وارد شد و بیش از ۲۹ دقیقه طول کشید تا حذف توسط شارلوت فلر شود و قبل از حذف شدن (بیلی کی و پیتون رویس) را حذف کرد. پس از آن، اوانز بارها در Raw , SmackDown، حضور یافت
مدت کوتاهی پس از رسلمنیا ۳۵، ایوانز به‌طور مداوم به قهرمان اسمک دان زنان بکی لینچ حمله کرد. این حملات منجر به یک مسابقه قهرمانی سر کمربند قهرمانی زنان اسمکدان با بکی لینچ در تاریخ ۱۹ ماه مه شد، اما ایوانز به لینچ باخت. چند دقیقه بعد، ایوانز به شارلوت فلر کمک کرد تا قهرمان مسابقات زنان SmackDown از لینچ شود، او فینشر خود بنام "حق زنان" را به بکی لینچ زد و به شارلوت فلر اجازه داد که از این حمله استفاده کند.
در اواسط سال ۲۰۱۹، ایوانز به جدال با لینچ ادامه داد و او را برای مسابقات قهرمانی زنان تعقیب کرد. در پی پر ویو زمین‌های استامپینگ ، او دوباره به لینچ باخت و در مین اونت شو، به عنوان داور مسابقه بارون کوربین و ست رولینز سر قهرمانی جهانی انتخاب شد.
او در آن مسابقه ضربه‌هایی به رولینز زد و باعث حمایت کوربین شد اما بکی لینچ نامزد رولینز به نجاتش آمد و در نهایت ست رولینز پیروز شد.
ایوانز و کوربین در Extreme Rules به عنوان تیم در مقابل لینچ و رولینز قرار گرفتند اما در نتیجه آنها موفق به پیروزی در مسابقه نشدند.
ایوانز در WWE Draft 2019 از Raw به Smackdown منتقل شد.

## زندگی شخصی
به گفته روزنامه‌نگار ESPN، کیت ریچکرک، ایوانز «در یک خانه خراب شده از افسردگی و سوء مصرف مواد مخدر و الکل» بزرگ شده بود، و در بعضی مواقع در حالی که بزرگ شده بود به دلیل مشکلات قانونی والدینش مجبور به زندگی در چادرها شد. پدرش که به فکر کشتی‌گیر شدن بود پیش از شروع آزمایش WWE، در اثر مصرف بیش از حد دارو درگذشت. او و همسرش با هم یک دختر دارند.
آنها در نزدیکی جزیره پاریس، کارولینای جنوبی زندگی می‌کنند.

## سایر رسانه‌ها
ایوانز اولین بازی ویدیویی خود را به عنوان بخشی از بسته شخصیت‌های قابل بارگیری در دسترس برای WWE 2K19 در دسترس قرار داد.

## مسابقات قهرمانی و موفقیت‌ها
- کشتی فرنگی برتر آمریکا
  - ۱ بار قهرمانی مسابقات سنگین‌وزن جهانی APW
- Wrestling Pro Illustrated
  - رتبه ۷۷ از ۱۰۰ کشتی‌گیر برتر بانوان در <i id="mwAQo">PWI</i> ۱۰۰ زن در سال ۲۰۱۸ را کسب کرد